# هاینریش مولر (گشتاپو)
هاینریش مولر (به آلمانی: Heinrich Müller) (زاده ۲۸ آوریل ۱۹۰۰ – مرگ احتمالاً می ۱۹۴۵) یک پلیس آلمانی و از سال ۱۹۳۹ تا سال ۱۹۴۵ رئیس گشتاپو، پلیس مخفی آلمان نازی، بود. وی آخرین بار در ۱ مه ۱۹۴۵ در برلین دیده شد و احتمال می‌رود که در مه ۱۹۴۵ در بمباران برلین کشته شده باشد. هاینریش مولر همچنین در «اداره مرکزی امنیت رایش» ریاست بخشی را برعهده داشت که از سوی آدولف آیشمان هدایت می‌شد. برنامه‌ریزی کشتار جمعی شهروندان یهودی در اروپا در جریان جنگ جهانی دوم در این بخش برنامه‌ریزی شد.
گفته شده هاینریش مولر، رئیس گشتاپو، معتقد بود که جنبه نژادی نازیسم کاملاً اشتباه است؛ اما از آنجایی که یک کارمند دولتی خوب بود دستورات خود را هر چند با اکراه انجام داد.

## محل دفن جسد: گورستان متعلق به یهودیان
به گزارش روزنامه آلمانی «بیلد» جسد هاینریش مولر، پس از مرگ در سال ۱۹۴۵ در قبرستانی متعلق به یهودیان در شهر برلین دفن شده‌است. روزنامه «بیلد» با استناد به گفته‌های یوهانس توخل، مدیر مرکز «یادبود مقاومت آلمان» گزارش داد که جسد هاینریش مولر، و یکی از کسانی که در واقعه هولوکاست دست داشت، پس از مرگش در گورستانی متعلق به یهودیان در بخش مرکزی شهر برلین، در یک گور دسته‌جمعی به خاک سپرده شده‌است.
سرویس‌های جاسوسی غرب مدتها گمان می‌برده‌اند که هاینریش مولر از جنگ جهانی دوم جان سالم به در برده‌است. در حالی که جسد هاینریش مولر در ماه اوت سال ۱۹۴۵ در یک قبر موقت در نزدیکی ساختمان وزارتخانه هوایی سابق رایش از سوی یک کارمند امور دفن و کفن پیدا شد. اسناد تاریخی به جا مانده نشان می‌دهند که جسد هاینریش مولر در آن زمان به وضوح شناسایی شده‌است. جسد مولر یک یونیفورم نظامی بر تن داشته و در جیب داخلی سمت چپ روی سینه‌اش، یک کارت شناسایی خدمت همراه با عکس وی وجود داشته‌است.

### واکنش یهودیان
دیتر گرامان، رئیس شورای مرکزی یهودیان آلمان، نسبت به یافته‌های محل دفن هاینریش مولر واکنشی انتقادی داشت و گفت: «این امر که یکی از سادیست‌های وحشی نازی هیچ‌کجا نه؛ بلکه در قبرستان یهودیان، خاک شده یک وقاحت نابجاست. این کار به معنای لگدمال کردن خاطره قربانیان است.»

## شایعات پس از مرگ
در آن زمان شایعاتی مبنی بر این رواج یافت که هاینریش مولر برای اتحاد جماهیر شوروی کار می‌کند. یکبار دیگر نیز گفته شد که او به خدمت آژانس اطلاعات مرکزی آمریکا «سیا» درآمده است. در همان زمان گفته شد که ظاهراً هاینریش مولر در آلبانی، آمریکای جنوبی و آفریقای جنوبی دیده شده‌است. سرویس‌های جاسوسی غرب مدتها گمان می‌برده‌اند که هاینریش مولر از جنگ جهانی دوم جان سالم به در برده‌است.